# VOVTV
Kênh Truyền hình Đài Tiếng nói Việt Nam là đơn vị truyền hình trực thuộc Đài Tiếng nói Việt Nam, bắt đầu phát sóng vào ngày 07/09/2008 với tên gọi Hệ Phát thanh có hình. Từ ngày 24/05/2012, VOVTV chính thức mang tên gọi Kênh truyền hình Đài Tiếng nói Việt Nam sau khi Đài Tiếng nói Việt Nam được Bộ Thông tin và Truyền thông cấp phép hoạt động truyền hình. 
Từ 00h00 ngày 02/12/2018, VOVTV được chuyển đổi thành kênh truyền hình chuyên biệt về văn hóa - du lịch. Đây là kết quả của sự hợp tác giữa Đài Tiếng nói Việt Nam và Bộ Văn hóa - Thể thao & Du lịch. Mục tiêu chính của kênh là quảng bá về văn hóa – du lịch của Việt Nam đến bạn bè quốc tế, đồng thời giúp người dân Việt Nam tìm hiểu thêm về những địa danh, danh lam thắng cảnh, phong tục tập quán, các món ăn, những nét độc đáo trong sinh hoạt của các dân tộc trên khắp mọi miền đất nước Việt Nam cũng như các quốc gia trên thế giới. 
Từ 18h00 ngày 04/11/2020, Vietnam Journey chính thức trở lại tên gọi trước đó là VOVTV, đồng thời ra mắt bộ nhận diện mới của kênh truyền hình này. 
Trong thời gian hoạt động, VOVTV phủ sóng trên hầu hết các nền tảng truyền hình và trên Internet.
Từ 00h00 ngày 15 tháng 1 năm 2025, kênh VOVTV dừng phát sóng nhằm phục vụ tinh gọn bộ máy nhà nước, trong đó chuyển chức năng, hoạt động của kênh và một số kênh khác tương tự về Đài Truyền hình Việt Nam.

## Lịch sử
- Chiều ngày 07/09/2008: Đài Tiếng nói Việt Nam phát sóng thử nghiệm Hệ Phát thanh có hình, phát sóng trên truyền hình mặt đất kênh 38 UHF tại Mễ Trì, Hà Nội.
- Ngày 24/05/2012: Đổi tên thành Kênh truyền hình Đài Tiếng nói Việt Nam, định hướng nội dung là kênh Thời sự - Chính trị - Tổng hợp.
- Từ ngày 11/11/2015 đến ngày 04/07/2018, VOVTV phát sóng một số chương trình do Truyền hình Quốc hội Việt Nam sản xuất.
- Ngày 02/12/2018: Đổi tên và nội dung thành kênh truyền hình chuyên biệt về văn hóa – du lịch. Đồng thời, kênh được nâng cấp phát sóng chuẩn HD.
- Ngày 02/01/2019: Đài Tiếng nói Việt Nam chủ trì Lễ phát sóng chính thức kênh truyền hình chuyên biệt về văn hóa - du lịch.
- Từ lúc 18h00 ngày 04/11/2020: VOV Vietnam Journey trở lại tên gọi trước đó là VOVTV.
- Từ lúc 00h00 ngày 03/01/2025 đến ngày 14/01/2025: VOVTV giảm thời lượng phát sóng, thời gian phát sóng không cố định.
- Từ 00h00 ngày 15/01/2025, Kênh VOVTV chính thức ngừng phát sóng nhằm phục vụ tinh gọn bộ máy nhà nước, chuyển chức năng, hoạt động của kênh về VTV.

## Cơ cấu tổ chức

### Ban lãnh đạo

#### Ban lãnh đạo hiện tại
- Giám đốc: TS. Phạm Hoài Nam
- Phó Giám đốc: Dương Thị Bảo Ngọc, Hoàng Thị Kim Thu

#### Giám đốc qua các thời kỳ
1. Trần Đăng Khoa
2. Vũ Hải
3. Vũ Minh Tuấn
4. Trần Đức Thành
5. Vũ Thị Thanh Tâm
6. Phạm Hoài Nam

## Chương trình phát sóng
- Cập nhật tin tức đời sống dân sinh, văn hoá du lịch
- Các chương trình phân tích, bình luận chuyên sâu: Phóng sự VOV, Vấn đề và Bình luận, Hỏi đáp chính sách, Đảng trong cuộc sống, Những mốc son…
- Chuyên đề về đời sống xã hội: Sức khỏe là vàng, Muôn màu cuộc sống; Tự hào hàng Việt, Sách và cuộc sống, Mình ơi ăn gì…
- Chương trình văn hóa nghệ thuật: Giai điệu ngày mới; Click; Film+…
- Thông tin về xe: Xe+...
- Chương trình khám phá: Sắc màu cuộc sống, Phiêu lưu cùng Gulliver, Dậy đi, Làng nghề Việt, Về chốn linh thiêng, Hành trình di sản…